# Teretonga Park
Teretonga Park is een racecircuit vlak bij Invercargill, Nieuw-Zeeland. Het circuit is het oudste permanente circuit van Nieuw-Zeeland en het meest zuidelijke racecircuit ter wereld.